# Lennart-Meri-Konferenz
Die Lennart-Meri-Konferenz ist eine jährlich in Estland stattfindende Tagung, bei der außen- und sicherheitspolitische Fragen aus der Sicht Nord- und Osteuropas erörtert werden. Die Konferenz findet jedes Jahr im Mai statt. Veranstaltungsort ist das Hotel Radisson in Tallinn.
Die Konferenz wird von der Lennart Meri European Foundation und dem Internationalen Zentrum für Verteidigungsstudien organisiert, einem in Tallinn ansässigen Think Tank. Der Präsident der Republik Estland ist der Patron der Konferenz. Hauptpartner sind das estnische Verteidigungsministerium, das estnische Außenministerium, mehrere NGOs und Unterstützer aus dem Privatsektors.

## Geschichte
Die erste Tagung fand 2007 statt. Sie war zunächst als Erinnerung an den verstorbenen ersten Präsidenten Estlands nach der Okkupation, Lennart Meri, konzipiert und wurde vom International Centre for Defence Studies (ICDS) mit Sitz in Tallinn, in die Wege geleitet, um Meris Vermächtnis zu bewahren und Estlands Rolle in der internatioen Politik zu stärken.
In den letzten Jahren hat sich die Konferenz zu einem wichtigen unabhängigen Forum für den Meinungsaustausch sicherheitspolitischer Entscheidungsträger entwickelt. Jedes Jahr kommen hochrangige Persönlichkeiten zusammen, um eine intensive Debatte über die Sicherheitslage in der Gegenwart und der Zukunft zu führen. Die Teilnehmerliste umfasst Staatsoberhäupter, Vertreter von Regierungen und internationalen Organisationen, wie der NATO oder der EU Minister, Abgeordnete, hochrangige Vertreter der Streitkräfte, der Wissenschaft, der Zivilgesellschaft sowie der Wirtschaft und der Medien. Eingeladen werden ebenfalls Fachleute von außerhalb Europa, z. B. aus China, Indien, Iran, Japan oder Russland.
2010 wurde die Konferenz aufgrund des Ausbruchs des isländischen Vulkans Eyjafjallajökull abgesagt, und die 14. Konferenz im Jahr 2020 wurde auf Mai 2021 verschoben.

## Ziele der Konferenz
Die Lennart-Meri-Konferenz bietet ein Diskussionsforum zu aktuellen Fragen und Problemen in Politik und Gesellschaft, über Lösungswege und die jeweilige Rolle der Akteure bei der Suche nach Lösungen.
Ziel der Konferenz ist es, die aktuell wichtigsten Sicherheitsfragen anzusprechen und diese im Einklang mit dem Konzept der vernetzten Sicherheit zu diskutieren und zu analysieren. Ein Schwerpunkt der Konferenz ist der Meinungsaustausch über die Entwicklung der transatlantischen Beziehungen sowie der europäischen und globalen Sicherheit im 21. Jahrhundert.

## Organisation
Die Konferenz ist staatlich und privat organisiert und daher eine offizielle Regierungsveranstaltung. Die Teilnehmer an der Lennart Meri Konferenz werden persönlich per E-Mail eingeladen. 